# Zoltán Kuhárszky
Zoltán Kuhárszky (Budapest, 8 luglio 1959) è un allenatore di tennis ed ex tennista ungherese naturalizzato svizzero nel 1983.

## Biografia
In carriera ha vinto due titoli di doppio. Nei tornei del Grande Slam ha ottenuto il suo miglior risultato raggiungendo il terzo turno nel singolare agli Australian Open nel 1983, nel doppio a Wimbledon nel 1982 e all'Open di Francia nel 1984, e nel doppio misto all'Open di Francia nel 1985 e a Wimbledon nello stesso anno.
Con la squadra svizzera di Coppa Davis ha giocato un totale di 2 partite, ottenendo una vittoria e una sconfitta.

## Statistiche

### Singolare

#### Finali perse (1)
| Numero | Anno             | Torneo                | Superficie | Avversario in finale | Punteggio     |
| 1.     | 14 febbraio 1982 | Caracas Open, Caracas | Cemento    | Raúl Ramírez         | 6-4, 6-7, 3-6 |

### Doppio

#### Vittorie (2)
| Numero | Anno            | Torneo                         | Superficie  | Compagno         | Avversari in finale          | Punteggio |
| 1.     | 7 febbraio 1982 | ATP Buenos Aires, Buenos Aires | Terra rossa | Hans Kary        | Ángel Giménez Manuel Orantes | 7-5, 6-2  |
| 2.     | 15 ottobre 1983 | Tel Aviv Open, Tel Aviv        | Cemento     | Colin Dowdeswell | Peter Elter Peter Feigl      | 6-4, 7-5  |

#### Finali perse (3)
| Numero | Anno           | Torneo                           | Superficie  | Compagno         | Avversari in finale             | Punteggio |
| 1.     | 1º maggio 1983 | Madrid Tennis Grand Prix, Madrid | Terra rossa | Markus Günthardt | Heinz Günthardt Pavel Složil    | 3-6, 3-6  |
| 2.     | 12 giugno 1983 | ATP Venezia, Venezia             | Terra rossa | Steve Krulevitz  | Francisco González Víctor Pecci | 1-6, 2-6  |
| 3.     | 24 luglio 1983 | Austrian Open, Kitzbühel         | Terra rossa | Colin Dowdeswell | Wojciech Fibak Pavel Složil     | 5-7, 2-6  |